# Проституция в Исландии
Проституция в Исландии процветает, несмотря на то, что плата за секс является незаконной.
Полиция заявила, что у неё нет ресурсов для обеспечения соблюдения закона. Для противодействия проституции была сформирована группа самообороны под названием «Stóra systir» («Большая сестра»).
В отчёте, опубликованном в 2017 году Национальным комиссаром исландской полиции, говорится, что за последние 18 месяцев проституция «взлетела до небес». Подавляющее большинство проституток в стране — иностранки. Полиция считает, что проституция в Исландии частично связана с организованной преступностью и торговлей людьми. Полиция также заявила, что в настоящее время им сложно бороться с предполагаемой торговлей людьми, поскольку предполагаемые жертвы часто отказываются сотрудничать с полицией и давать показания или предъявлять обвинения.
Страна стала местом секс-туризма. Согласно отчёту полиции, проституция часто практикуется в квартирах Airbnb в центре города.

## История
До 2007 года продажа сексуальных услуг была незаконной: согласно 206-й статье Уголовного кодекса Исландии (almenn hegningarlög): «Любой, кто занимается проституцией для собственного содержания, подлежит тюремному заключению на срок до 2 лет». Этот параграф был удалён в 2007 году, поскольку «правительство утверждает, что большинство людей, предлагающих сексуальные услуги, делают это потому, что у них нет другого выбора или потому, что их принуждают заниматься проституцией другие. Узаконивая сексуальные услуги, правительство полагает, что люди, которых принуждали заниматься проституцией, скорее обратятся за помощью и приведут полицию к виновным». Этот шаг был поддержан международными женскими группами.
В 2009 году плата за секс была объявлена вне закона, что сделало клиентов уголовными преступниками, в то время как продажа секса осталась декриминализованной. Новый закон поставил Исландию в один ряд со Швецией и Норвегией. Канада также приняла аналогичный закон в 2014 году.

## Северная модель
В апреле 2009 года парламент Исландии принял новый закон, который делает оплату секса незаконной (преступление совершает клиент, а не проститутка). Однако проститутки, как и в Швеции, всё равно совершают преступление, если работают вместе, поскольку это представляет собой «содержание публичного дома». Опрос 2007 года показал, что «70% исландцев выступают за криминализацию покупки сексуальных услуг». Между взглядами мужчин и женщин наблюдается существенная разница: около 83% женщин выступают за запрет, тогда как среди мужчин его поддерживают 57%».
Первоначальный план тогдашнего министра социальных дел Аусты Рагнхейдюр Йоуханнесдоуттир включал в себя как проституцию, так и стриптиз. Запрет на деятельность стриптиз-клубов в Исландии действует с 2010 года. Бывший премьер-министр Исландии Йоханна Сигурдардоуттир, которая открыто заявляет о своей лесбийской ориентации, заявила: «Страны Северной Европы лидируют в вопросах женского равноправия, признавая женщин равноправными гражданами, а не товаром для продажи». Политик, автор законопроекта, Кольбрун Халльдоурсдоуттир, заявила: «Неприемлемо, чтобы женщины или люди в целом были товаром для продажи». Закон поддерживают исландские феминистки. На международном уровне радикальные феминистки, такие как Джули Биндель, восприняли запрет как знаковое решение для феминизма. Другие блогеры не согласны, утверждая, что это может загнать отрасль в подполье. Феминистские взгляды на проституцию различаются.

## Последствия закона
С момента вступления закона в силу число случаев привлечения людей к уличной проституции сократилось. Многие проститутки стали размещать рекламу на сайтах знакомств, хотя на этих сайтах действует политика удаления подозрительных профилей. Работницы секс-индустрии также находят клиентов по сарафанному радио. С момента принятия нового закона по апрель 2013 года суды Исландии рассмотрели 20 дел, связанных с обвинениями в проституции. Большинство из них закончилось обвинительными приговорами, однако наказания были мягкими, а некоторые лица из признанных виновными остались анонимными. Исландская полиция заявляет, что нехватка финансирования и персонала мешает им строго следить за соблюдением закона.

## Секс-торговля
В докладе США делается вывод о том, что Исландия является страной назначения и транзита для женщин, подвергающихся сексуальной эксплуатации. Женщины из Восточной Европы и Южной Америки становятся объектами сексуальной торговли, часто в ночных клубах и барах. По имеющимся данным, торговцы людьми пользуются безвизовым режимом в Шенгенской зоне и Европейской экономической зоне, чтобы привозить жертв в Исландию на срок до трёх месяцев и вывозить их из страны до того, как они должны будут зарегистрироваться в местных органах власти.
Статья 227а Уголовного кодекса криминализирует как торговлю людьми в целях сексуальной эксплуатации, так и принудительный труд и предусматривает наказание в виде лишения свободы сроком до 12 лет.
Управление по контролю и борьбе с торговлей людьми Государственного департамента США понизило рейтинг Исландии в 2017 году с уровня 1 до уровня 2.